# Sinagoga del Tránsito
A Sinagoga del Tránsito localiza-se no bairro judeu da cidade de Toledo, na Espanha, a oeste da cidade.
Este é o nome por que é conhecida popularmente, mas o seu verdadeiro nome é Sinagoga de Samuel ha Leví. Desde 1964, está instalado nela o Museu Sefardita, que tem como objectivo conservar o legado da cultura hispano-judia e sefardita para que fique integrada como parte essencial do Património Histórico Espanhol.